# American Horror Story: Coven
American Horror Story: Coven is het derde seizoen van de Amerikaanse dramaserie American Horror Story. Het verhaal staat volledig los van het voorgaande seizoen en speelt zich hoofdzakelijk af in en rond een heksengenootschap.

## Verhaallijn
De zeventienjarige Zoë Benson (Taissa Farmiga) komt door een genetische afwijking terecht in een genootschap voor hekserij, waar ze samen met drie vrouwelijke leeftijdsgenoten verblijft. De toenemende krachten van de meisjes worden stilaan een doorn in het oog van de huidige leidster Fiona Goode (Jessica Lange), die er alles aan tracht te doen om haar verval en opvolging uit te stellen. In navolging van de beruchte seriemoordenaar Madame LaLaurie (Kathy Bates) wil ze het eeuwige leven verkrijgen, maar dat blijkt gemakkelijker gezegd dan gedaan. De verantwoordelijke zwarte voodoopriesteres Marie Laveau (Angela Bassett) heeft het immers allesbehalve begrepen op de blanke heksen.

## Rolverdeling

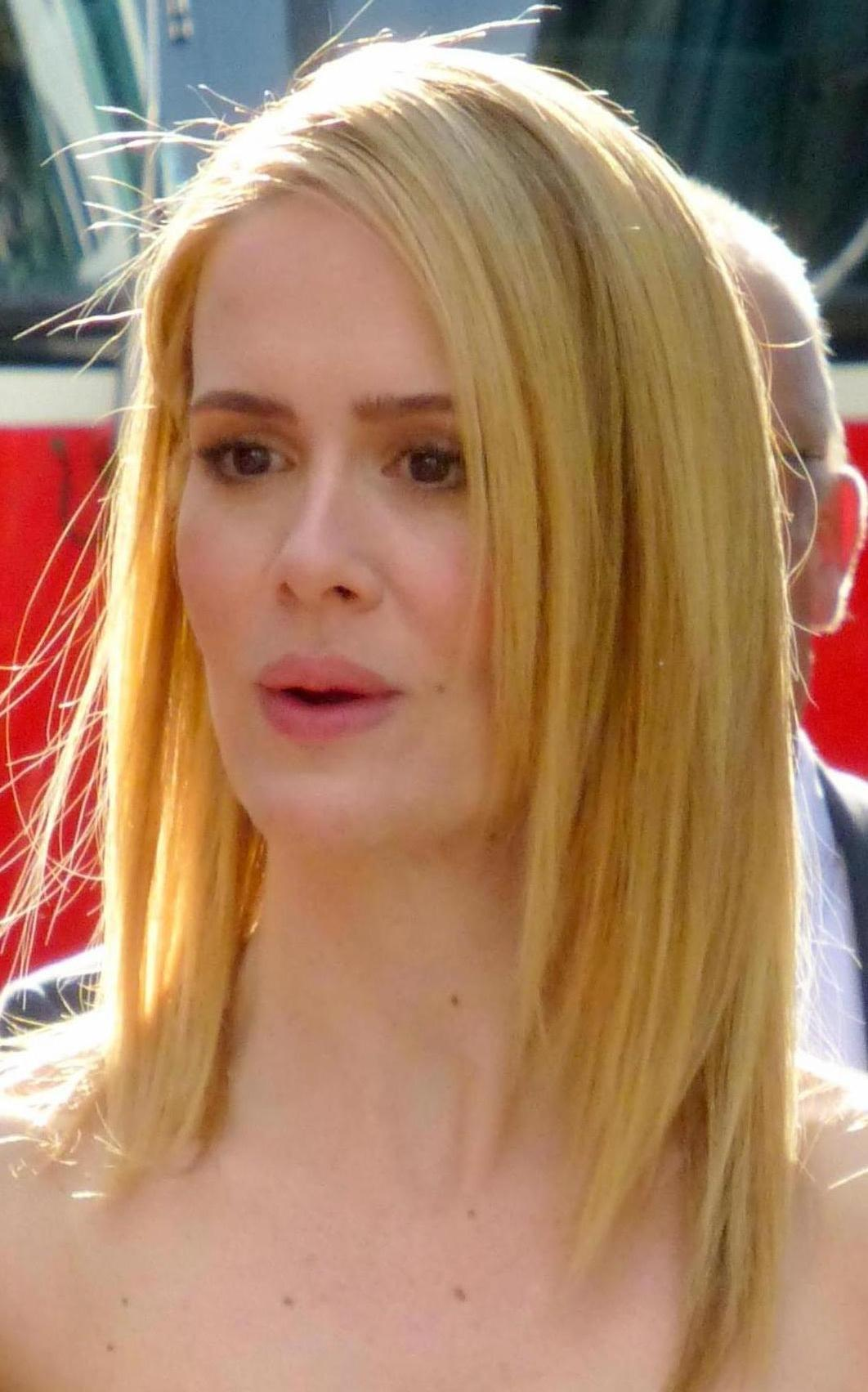
Sarah Paulson
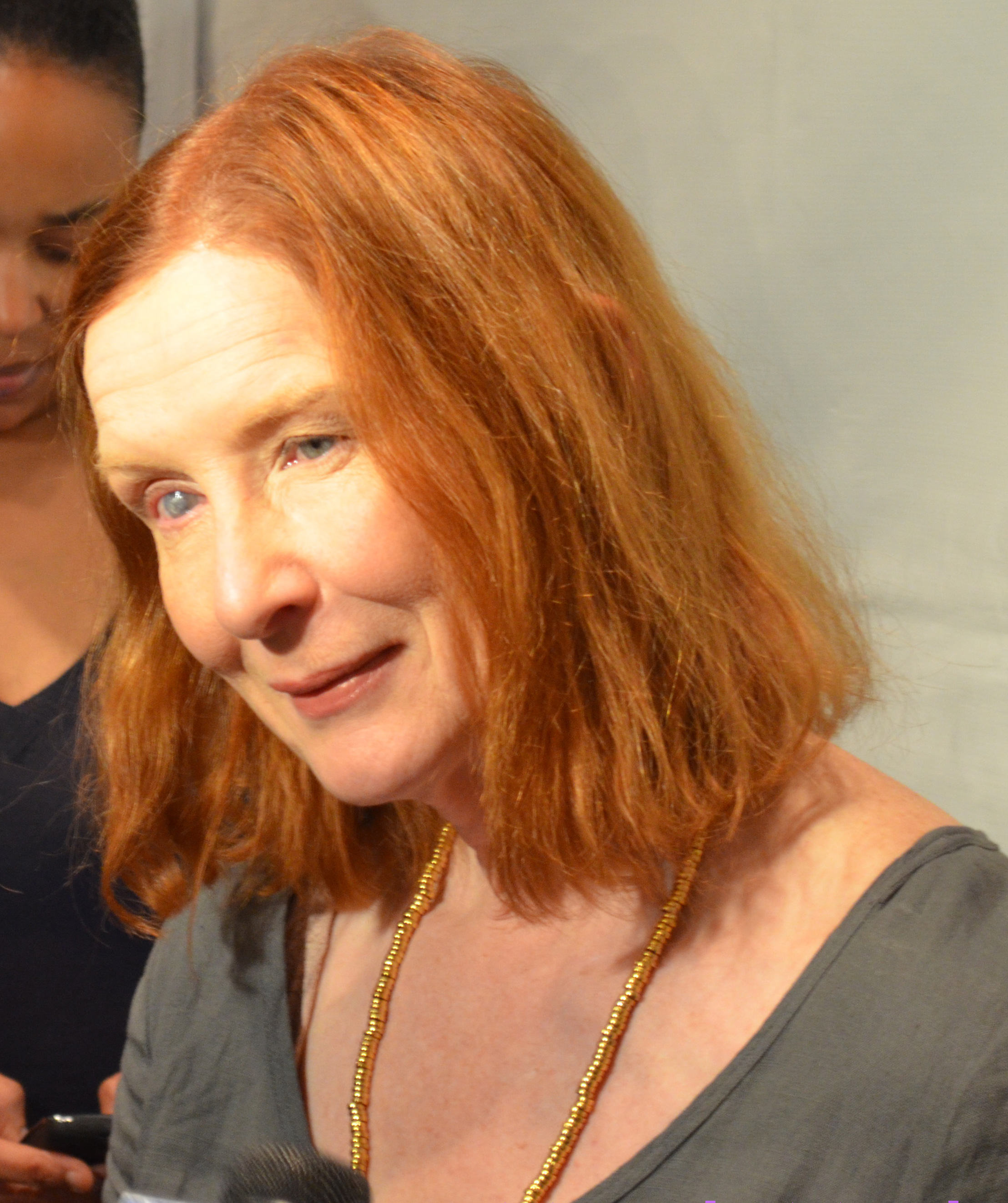
Frances Conroy
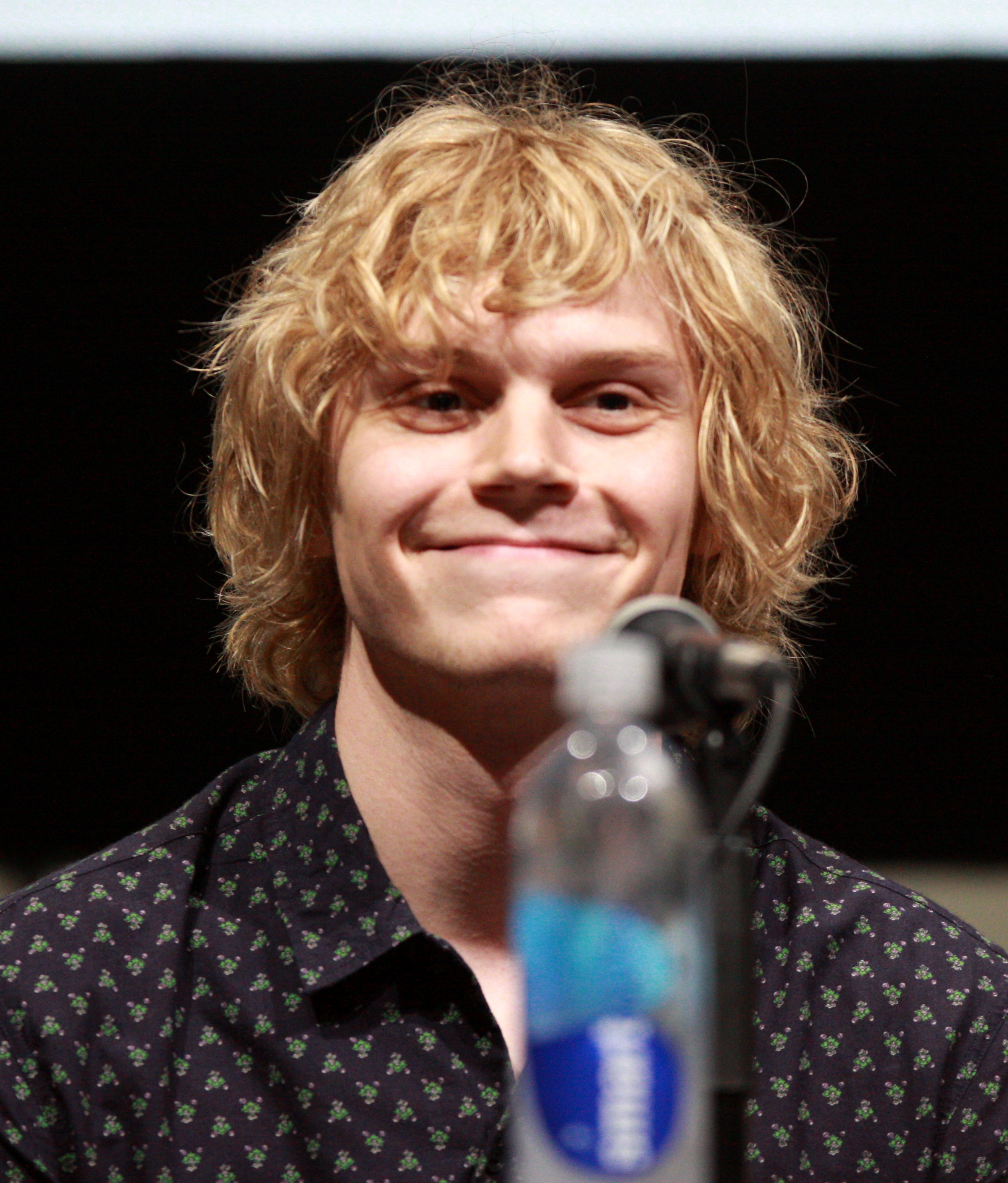
Evan Peters
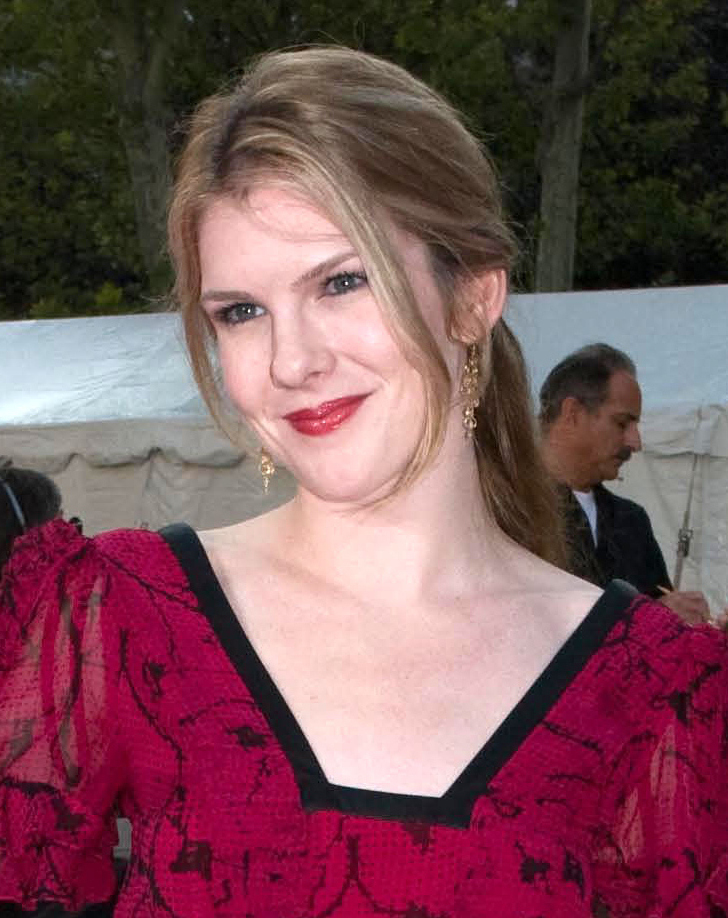
Lily Rabe

### Hoofdbezetting
- Sarah Paulson als Cordelia Foxx
- Taissa Farmiga als Zoe Benson
- Frances Conroy als Myrtle Snow
- Evan Peters als Kyle Spencer
- Lily Rabe als Misty Day
- Emma Roberts als Madison Montgomery
- Denis O'Hare als Spalding
- Kathy Bates als Delphine LaLaurie

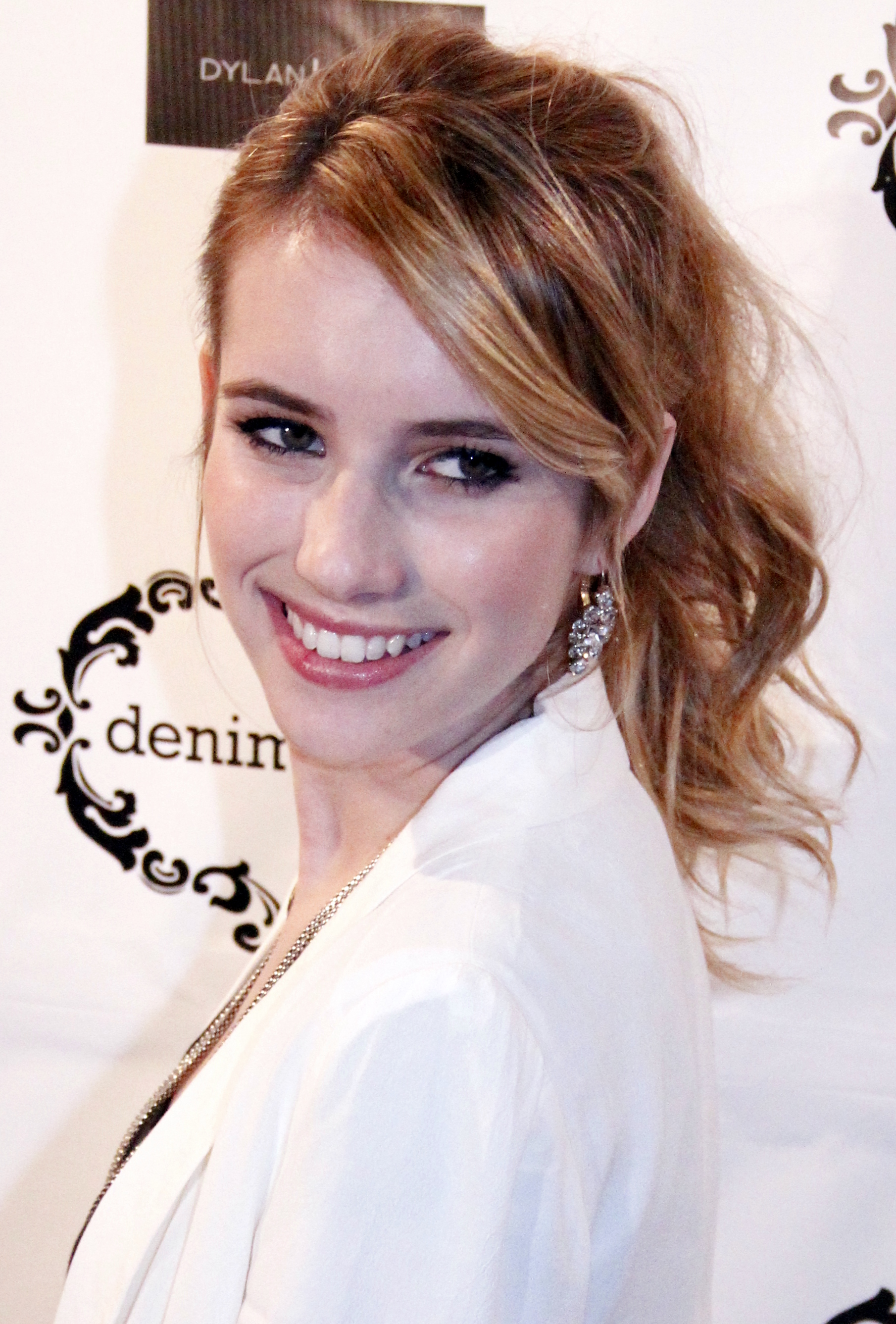
Emma Roberts
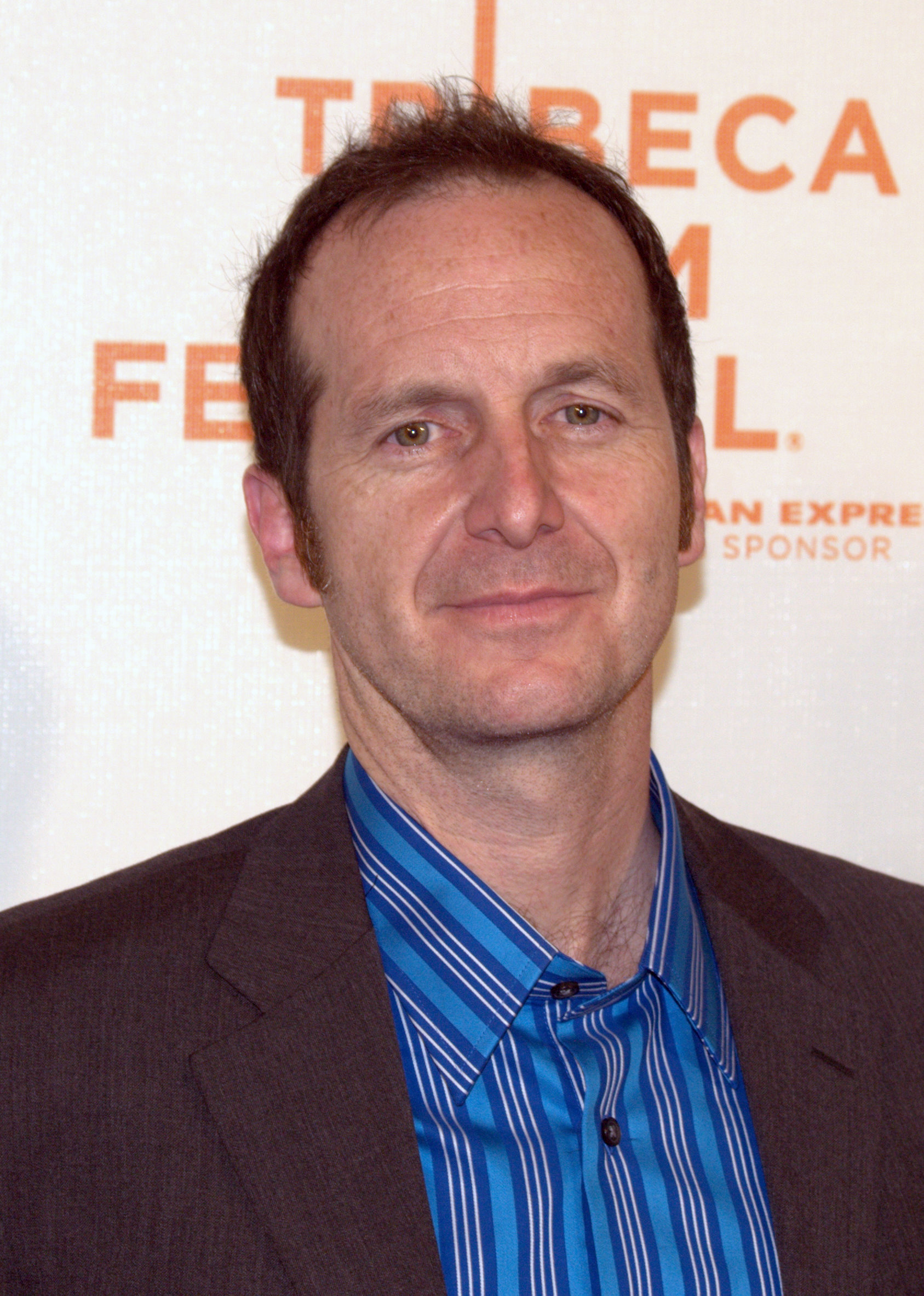
Denis O'Hare
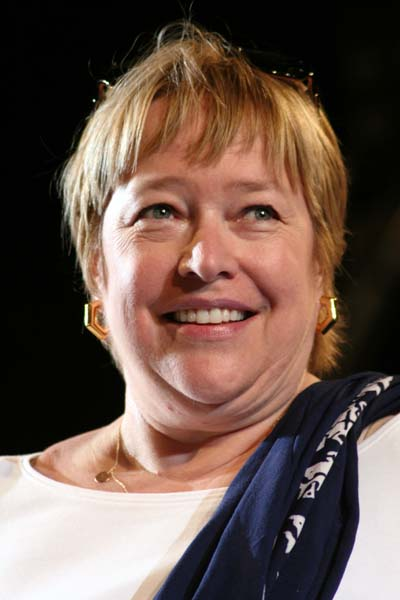
Kathy Bates
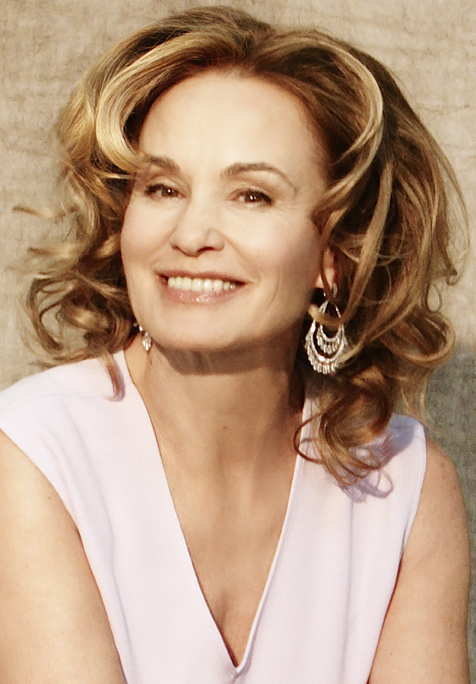
Jessica Lange

- Jessica Lange als Fiona Goode

### Special guests
- Angela Bassett als Marie Laveau (12x)
- Gabourey Sidibe als Queenie (12x)
- Danny Huston als The Axeman (7x)
- Patti LuPone als Joan Ramsey (4x)
- Stevie Nicks als Zichzelf (2x)

### Terugkerende bezetting

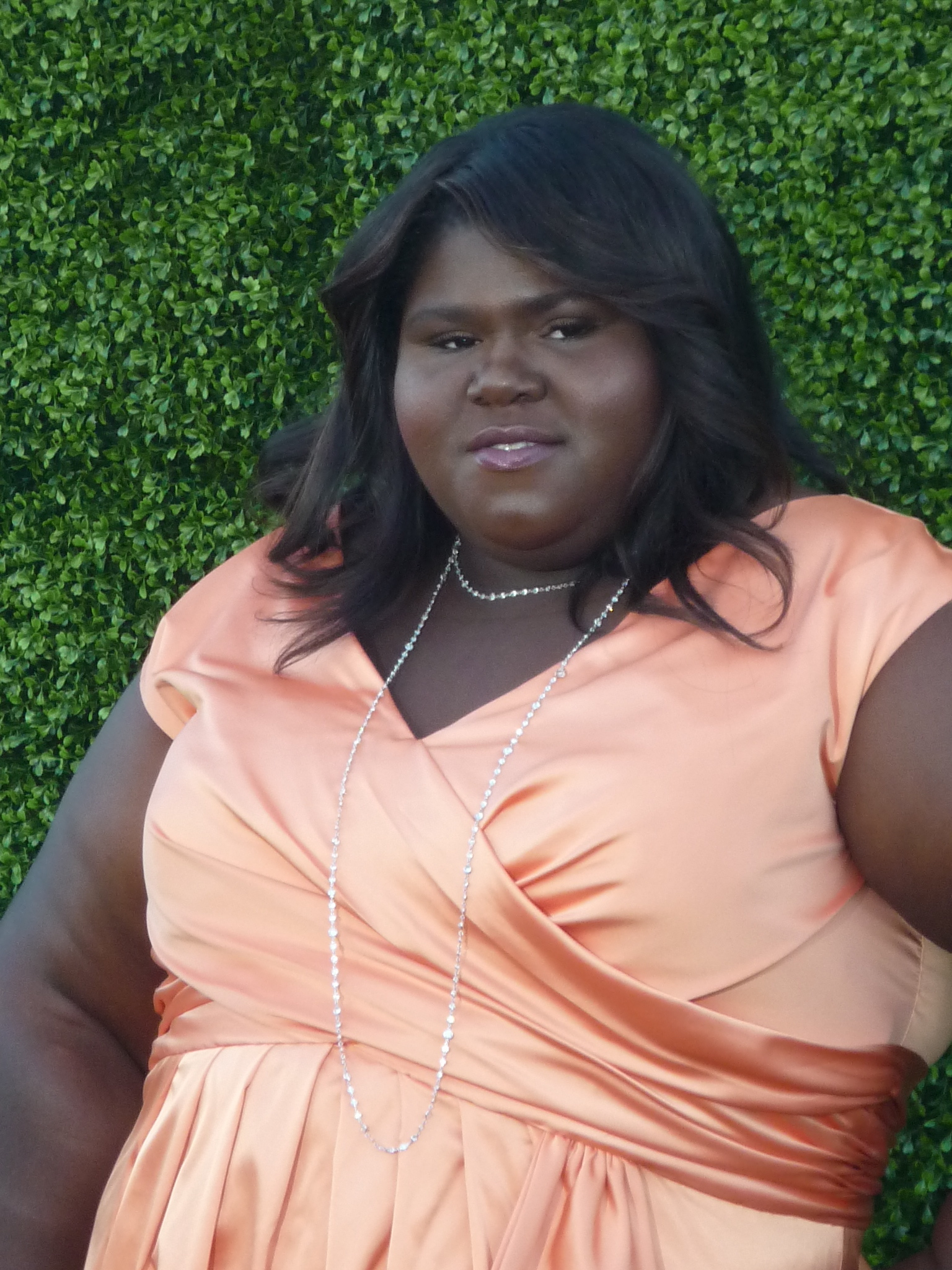
Gabourey Sidibe
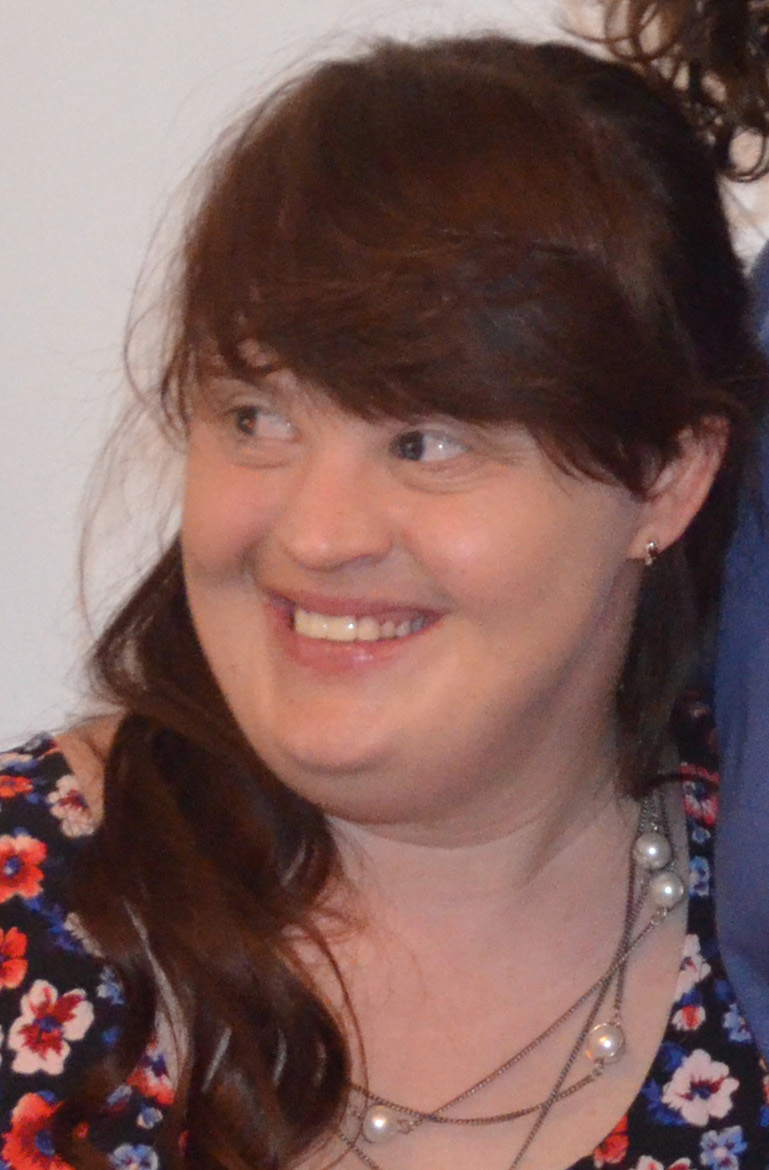
Jamie Brewer
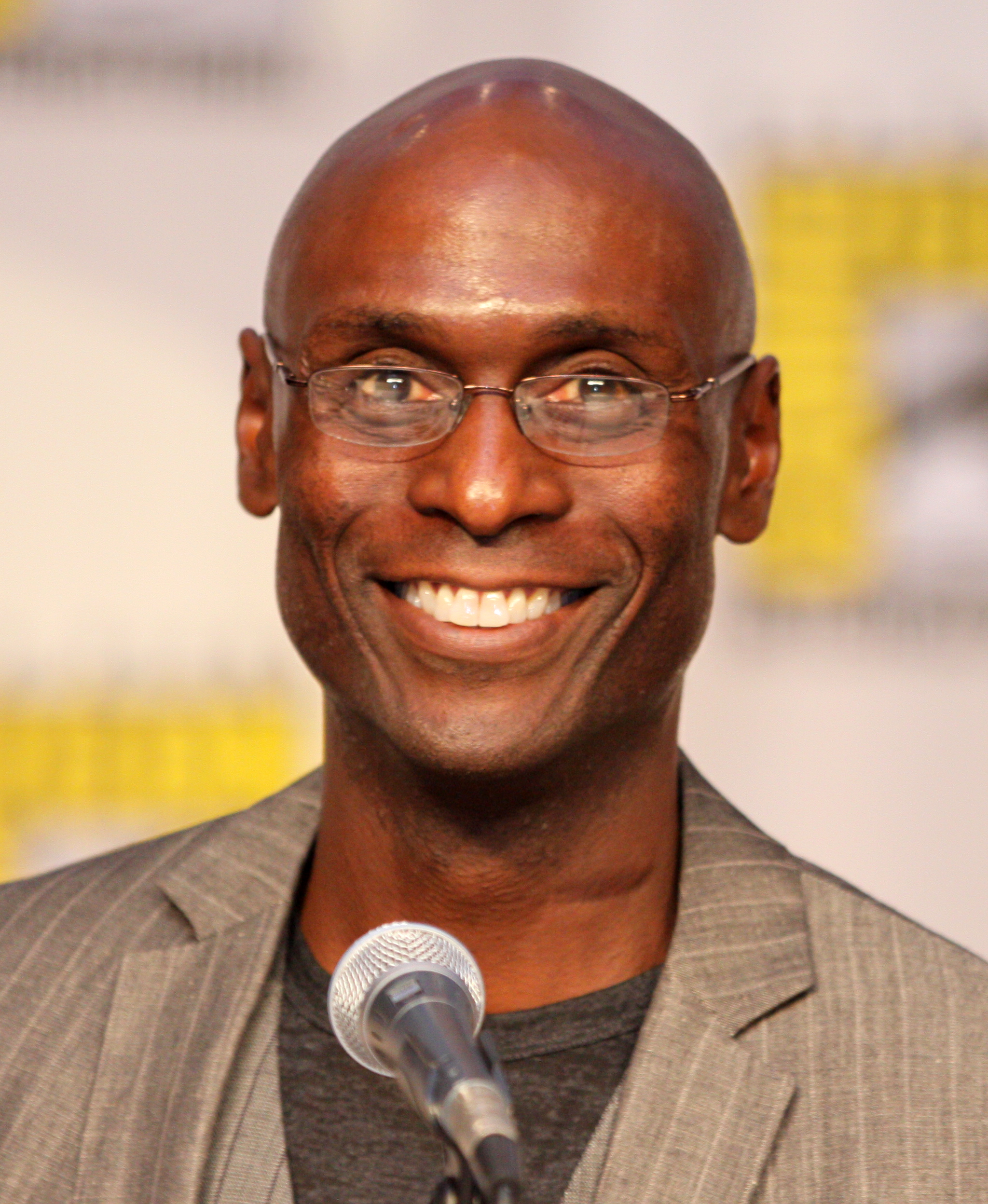
Lance Reddick

- Jamie Brewer als Nan (9x)
- Josh Hamilton als Hank Foxx (7x)
- Lance Reddick als Papa Legba (3x)
- Leslie Jordan als Quentin Fleming (3x)
- Alexandra Breckenridge als Kaylee (2x)
- Mare Winningham als Alicia Spencer (2x)

## Afleveringen
| Afleveringnummer | Afleveringnummer | Titel                                | Eerste uitzending VS |
| Serie            | Seizoen          | Titel                                | Eerste uitzending VS |
| ---------------- | ---------------- | ------------------------------------ | -------------------- |
| 26               | 1                | Bitchcraft                           | 9 oktober 2013       |
| 27               | 2                | Boy Parts                            | 16 oktober 2013      |
| 28               | 3                | The Replacements                     | 23 oktober 2013      |
| 29               | 4                | Fearful Pranks Ensue                 | 30 oktober 2013      |
| 30               | 5                | Burn, Witch. Burn!                   | 6 november 2013      |
| 31               | 6                | The Axeman Cometh                    | 13 november 2013     |
| 32               | 7                | The Dead                             | 20 november 2013     |
| 33               | 8                | The Sacred Taking                    | 4 december 2013      |
| 34               | 9                | Head                                 | 11 december 2013     |
| 35               | 10               | The Magical Delights of Stevie Nicks | 8 januari 2014       |
| 36               | 11               | Protect the Coven                    | 15 januari 2014      |
| 37               | 12               | Go to Hell                           | 22 januari 2014      |
| 38               | 13               | The Seven Wonders                    | 29 januari 2014      |